# Parnell Dickinson
Parnell Dickinson (Brighton, 14 marzo 1953) è un ex giocatore di football americano statunitense che ha giocato nel ruolo di quarterback nella National Football League (NFL). Al college giocò a football alla Mississippi Valley State University.

## Carriera professionistica
Dickinson fu scelto dai Tampa Bay Buccaneers nel corso del settimo giro del Draft NFL 1976. Fu il quarterback di riserva dietro a Steve Spurrier nella sua stagione da rookie, disputando otto partite, di cui una da titolare contro i Miami Dolphins. La sua stagione si concluse dopo un infortunio subito nella gara contro i Cleveland Browns. Dopo essersi ristabilito tentò di tornare in squadra nel 1977, ma fu svincolato, terminando la sua carriera.

## Vittorie e premi
Nessuno

## Statistiche
| Yard passate  | 210  |
| Touchdown     | 1    |
| Intercetti    | 5    |
| Passer rating | 25,5 |